# Rusalka (Dargomyžskij)
Rusalka è un'opera del compositore russo Aleksandr Sergeevič Dargomyžskij.

## Storia della composizione
L'opera si basa principalmente sul dramma incompiuto di Puškin, pubblicato dopo la sua morte con il titolo di Rusalka. Il libretto è stato scritto dal compositore stesso, che cercò di attenersi al testo originale, aumentando però gli episodi corali e modificando alcuni personaggi secondari; aggiunse inoltre la scena finale, mancante nello scritto di Puškin. Il compositore iniziò a lavorare alla stesura dell'opera nella seconda metà degli anni 40 dell'Ottocento, parallelamente alla stesura di molte romanze, scene popolari e monologhi. L'opera fu terminata nel 1855. La prima rappresentazione dell'opera avvenne nel maggio del 1856 a San Pietroburgo, con tagli significativi, scenografie raccogliticce, mentre i costumi furono riciclati da quelli di un altro dramma. L'allestimento fu salvato dall'ottima esibizione di Osip Petrov, nel ruolo del mugnaio. La reazione del pubblico fu duplice: di disprezzo da parte dell'aristocrazia, di entusiasmo da parte degli spettatori di tendenze democratiche. La bassa qualità degli allestimenti e la fredda accoglienza della maggioranza del pubblico fecero sì che, dopo 11 rappresentazioni, l'opera fu tolta dal repertorio.

## Trama

### Atto I
Un mulino sulle rive del Dnepr. Nataša, figlia del mugnaio aspetta il principe da lei follemente amato, e ascolta distrattamente il padre che la vuol convincere della necessità di trarre profitto dalla benevolenza del principe. Arriva il principe che però è giunto solamente per dare addio a Nataša: si sposerà infatti con una ragazza nobile. Nataša sconvolta annuncia al principe che presto diventerà madre. Il principe se ne va e la ragazza abbandonata dà sfogo al suo dolore rimproverando amaramente il padre perché, spinto dall'avidità, ha favorito la sua relazione, ed in preda alla disperazione si getta nel fiume.

### Atto II
Un ricco palazzo. Il principe celebra le nozze. I canti solenni si alternano alle divertenti uscite del suocero burlone del principe e a danze allegre. All'improvviso l'ilarità generale si interrompe: dalla folla si sente una voce di donna, che canta la storia di una ragazza morta annegata. Tutti sono turbati, ma non si riesce a individuare chi sia stata a interrompere la festa. Al tentativo del principe di baciare la sposa si ode un grido di donna e ancor più di prima svanisce l'atmosfera di letizia.

### Atto III
Sono passati 12 anni.
Prima scena Nel terem del principe la principessa è sola e triste. Il marito si è raffreddato nei suoi confronti, rimane a lungo assente da casa. La piccola Ol'ga, vicina alla principessa, tenta di allietarla con una canzone allegra. Avendo saputo che il principe ha deciso di passare la notte in solitudine in riva al Dnepr, la principessa e Ol'ga vanno a cercarlo.
Seconda scena È notte. La riva del Dnepr presso un mulino diroccato. Le rusalki fanno un girotondo. Arriva il principe, che è lacerato dal ricordo dell'amore perduto di Nataša. All'improvviso da dietro gli alberi appare una terribile figura vestita di stracci: è il mugnaio impazzito, che conduce una vita errabonda nel bosco credendosi un corvo. Il vecchio pazzo produce una tremenda impressione sul principe e tenta di strangolarlo. Accorrono però dei cacciatori che salvano il loro signore.

### Atto IV
Prima scena In un terem subacqueo. Danze delle rusalki. L'orgogliosa e potente zarina delle rusalki (Nataša) manda sua figlia sulla riva del fiume incaricandola di attirare con l'astuzia il padre in acqua. Rimasta sola, festeggia l'avvicinarsi del momento della vendetta a lungo preparata.
Seconda scena Le rive del Dnepr. Accompagnata da Ol'ga, la principessa spia il marito. La piccola rusalka emerge dalle acque e chiama il principe sul fondo del fiume, assicurandolo che lì lo aspetta la sua amata. Afferrato dal ricordo di Nataša, il principe è pronto a seguire la bambina. La principessa ed Ol'ga tentano di trattenerlo. Dal Dnepr giunge l'inebriante richiamo di Rusalka. La bambina trascina il principe e sopraggiunge il mugnaio che lo spinge in acqua. Si odono le risa crudeli delle rusalki. In fondo al Dnepr le rusalki portano ai piedi della loro zarina il cadavere del principe.